# Håkan Alexandersson
Håkan Björn Mauritz Alexandersson, född 21 april 1940 i Mariestad, död 1 mars 2004 i Vantörs församling i Stockholm, var en svensk regissör.
Alexandersson studerade vid Konstfack. Han tänkte bli målare och jazztrumslagare, men upptäckte att film omslöt även dessa uttrycksformer. Tillsammans med Carl Johan De Geer producerade han en mängd filmer. 
År 2004 debuterade han postumt som författare med romanen Magister Hoffmann. Romanen var först tänkt som ett filmmanus men arbetades om till en bok. Han avled i cancer månaden innan utgivningen. Ett urval av hans korta prosatexter utgavs följande år i volymen Poste restante.
Håkan Alexandersson är begravd på Skogskyrkogården i Stockholm.

## Regi i urval
- 1973 – Tårtan
- 1983 – Privatdetektiven Kant
- 1987 – Res aldrig på enkel biljett
- 1987 – Spårvagn till havet
- 1989 – Nils Olof Andersson (N.O.A)
- 1990 – Werther
- 1991 – Rabarber, rabarber, rabarber
- 1992 – Hammar
- 1999 – Åteln igen
- 2001 – Evert
- 2003 – Grötmyndigheten
- 2004 – Mannen på gatan

## Manus
- 1975 – Vad ska Joel göra?